# Gál József (politikus)
Gál József (Újvidék, 1985. augusztus 30. –) politológus, politikus, 2018 és 2019 között, valamint 2024-től a Fővárosi Közgyűlés képviselője, az LMP szóvivője.

## Életpályája
Érettségi után, 2004-ben költözött Budapestre, ahol a Zeneakadémián fafúvós hangszerkészítő képesítést szerzett, 2007-ben az év tanulója ösztöndíjban részesült. 2014-ben, középfokú tanulmányai után a Pázmány Péter Katolikus Egyetem Jog- és Államtudományi Kar Európai és Nemzetközi igazgatás mesterszakán szerzett diplomát, majd 2017-ig a Pécsi Tudományegyetem Politikatudomány mesterszakos hallgatója volt. Tanulmányi évei során a balkáni országok politikai és alkotmányos fejlődésével, az eurázsiai országok helyzetével és kisebbségpolitikával foglalkozott. Szerbül, horvátul és angolul folyékonyan beszél.
Az LMP-be 2012-ben lépett be, 2013-tól a budapesti óbudai területi szervezet elnökségi tagja volt, jelenleg a párt 9. kerületi területi szervezetében tevékenykedik. A 2014. évi országgyűlési választási kampányban az LMP kampányszóvivője, 2013 és 2015 között a budapesti választmány titkára volt, 2015 és 2019 között a Budapest Elnökség tagja. A 2014-es önkormányzati választásokon Budapest III. kerületének LMP-s polgármesterjelöltje, valamint a párt fővárosi listájának második helyezettje volt. 2015 és 2017 között a párt országos elnökségének tagja, illetve ugyanebben az időszakban szóvivője is volt. 2022-től ismét megbízták szóvivői feladatokkal.
A 2018-as választásokon a budapesti 1. sz. országgyűlési egyéni választókerület LMP-s kampányfőnöke, ahol Csárdi Antal egyéni mandátumot szerzett. A Fővárosi közgyűlésnek 2018. május 30. óta tagja, miután Csárdi Antal egyéni országgyűlési képviselői mandátumot szerzett. 2015 és 2018 között a Budapesti Városigazgatóság Zrt. felügyelőbizottságának tagja volt. A 2019-es önkormányzati választás után előbb a magángazdaságban helyezkedett el, majd 2022-től az LMP operatív és kommunikációs igazgatója. Ezen felül 2022 és 2024 között a Fővárosi Önkormányzat klímavédelmi, közlekedési és városfejlesztési bizottságának volt tagja. A 2024-es magyarországi önkormányzati választáson a párt és a Vitézy Dáviddal Budapestért Egyesület közös listájának második helyéről ismételten bejutott a Fővárosi Közgyűlésbe.